# Cybocephalus akesuensis
Cybocephalus akesuensis is een keversoort uit de familie Cybocephalidae. De wetenschappelijke naam van de soort is voor het eerst geldig gepubliceerd in 2000 door Tian.